# Леонтін Тоадер
Леонтін Тоадер (рум. Leontin Toader, нар. 20 травня 1964, Урзічень) — румунський футболіст, що грав на позиції воротаря. По завершенні ігрової кар'єри — тренер.

## Біографія
Футболом почав займатись у клубі «Фером» з рідного міста Урзічень. На дорослому рівні дебютував у клубі другого дивізіону «Уніря» (Слобозія), де провів сезон 1983/84.
1984 року перейшов у «Рапід» (Бухарест), де одразу став основним воротарем. Дебютував у вищому дивізіоні 2 вересня 1984 року в матчі проти Університаті (Крайова), зігравши внічию 1:1 і загалом провів у команді 11 сезонів, зігравши 236 матчів у вищому дивізіоні і один сезон 1989/90 у другому дивізіоні, посівши там перше місце. У останньому сезоні був з командою фіналістом Кубка Румунії 1994/95, але команда з Тоадером у воротах програла трофей в серії пенальті.
Надалі у 1995–1997 роках «Джиул» (Петрошань), а завершив кар'єру воротаря у команда другого дивізіону «Рокар» (Бухарест), де грав у сезоні 1997/98.
По завершенні ігрової кар'єри став тренером воротарів у клубі «Націонал» (Бухарест), а 2000 року отримав запрошення від Іліє Балача увійти до його тренерського штабу у клубі «Аль-Айн» з ОАЕ. Надалі з цим же тренером працював тренером воротарів у інших клубах Близького сходу «Аль-Хіляль» (Ер-Ріяд), «Аль-Садд»  та «Аль-Аглі» (Дубай).
2005 року став тренером воротарів у збірній Кувейту, яку очолив Міхай Стойкіце, з яким Тоадер вже мав досвід спільної роботи у «Націоналі». Надалі він продовжив співпрацю з цим тренером і допомагав йому і його інших клубах, кувейтській «Ас-Сальмії», румунській «Астрі» (Плоєшті), кіпрському АЕЛі та бухарестській «Стяуа».
У 2012–2014 тренував воротарів у клубі «Аль-Кувейт» на чолі з Мартіном Йоном, після чого з ним же працював 2015 року у еміратському клубі «Аль-Аглі» (Дубай), а 2016 року став тренером воротарів у клубі «Катар СК», який очолював інший румун Аурел Цикляну.
У вересні 2017 року став тренером воротарів збірної Румунії у тренерському штабі нового головного тренера Косміна Контри, а надалі працював під керівництвом низки його наступників.